# 重機関銃
重機関銃（じゅうきかんじゅう、英: Heavy machine gun, HMG）は、現代においては比較的質量が大きく、小銃弾よりも大口径の弾薬を使用する機関銃のこと。「重機」と略称される。
当初は、歩兵部隊とともに攻撃前進できる軽機関銃に対して、陣地に据え付けられて主に防御のために用いられる機関銃がこのように称されていたが、後に中機関銃というカテゴリが派生すると、大口径であったり水冷式であったりするために重く嵩張るものが重機関銃のカテゴリに残されることになった。当初期待されていた対戦車兵器・対空兵器としては既に主役の座を退いているが、装甲戦闘車両の副武装や、その他の軍用車両・軍艦の自衛用武装として、依然として広く用いられている。

## 概要
第一次世界大戦の開戦直後、西部戦線において戦線が膠着し、戦いが塹壕と鉄条網に代表される陣地戦に移行すると、陣地防御において機関銃が極めて有効であることが明らかになった。陣地攻撃に先立つ入念な準備砲撃でも防御側の機関銃を完全に撲滅することは困難で、そしてたった1挺の機関銃でも旅団規模の突撃をも食い止めることができた。これに対抗するため、攻撃を行う歩兵部隊は細分化して散開し、地形・地物を利用しながら前進するようになっていった。そして疎開隊形の歩兵部隊とともに前進して攻撃に加われる機関銃として登場したのが軽機関銃であり、従来の機関銃は重機関銃と称されるようになった（レトロニム）。またその後、重機関銃のうち空冷式で比較的軽量なものは中機関銃と称されるようになると、大口径であったり水冷式であったりするために重く嵩張るものが重機関銃のカテゴリに残されることになった。
大口径の重機関銃は、元来は対戦車兵器・対空兵器として開発されたものであった。例えば、ドイツ帝国ではMG08重機関銃をもとにマウザー M1918対戦車ライフルの弾薬を使うように大型化した重機関銃 (MG 18 TuF) を、またアメリカ合衆国もブローニングM1917重機関銃をもとに大口径化するとともに改良を加えたブローニングM2重機関銃を開発した。その後、戦車・航空機の発達に伴って、戦間期の時点で既に対戦車兵器としては威力不足になっており、また対空兵器としても、低高度で性能が低い航空機に対する自衛用に限られるようになっていた。しかし大口径の機関砲と比べると簡便でありながら、小銃弾よりは強力な火力を発揮できることから、装甲戦闘車両の副武装や、軍用車両や軍艦の自衛用武装としては引き続き広く用いられた。
一方、歩兵用機関銃としては大きく重すぎると考えられ、軽機関銃から発展した汎用機関銃や分隊支援火器が普及するなど重機関銃以外の火力支援手段が充実したこともあって、第二次世界大戦後の一時期、装備数を減らしていた。しかし1982年のフォークランド紛争において、しばしばブローニングM2重機関銃を陣地の防衛に用いたアルゼンチン軍に対して、同クラスの機関銃を配備していなかったイギリス軍地上部隊が苦戦を強いられたという戦訓もあり、このような火点や軽装甲車両と長距離で交戦する場合の有用性が再認識されるようになった。またアメリカ軍では、連射可能な自動擲弾銃も重機関銃のカテゴリに含めている。

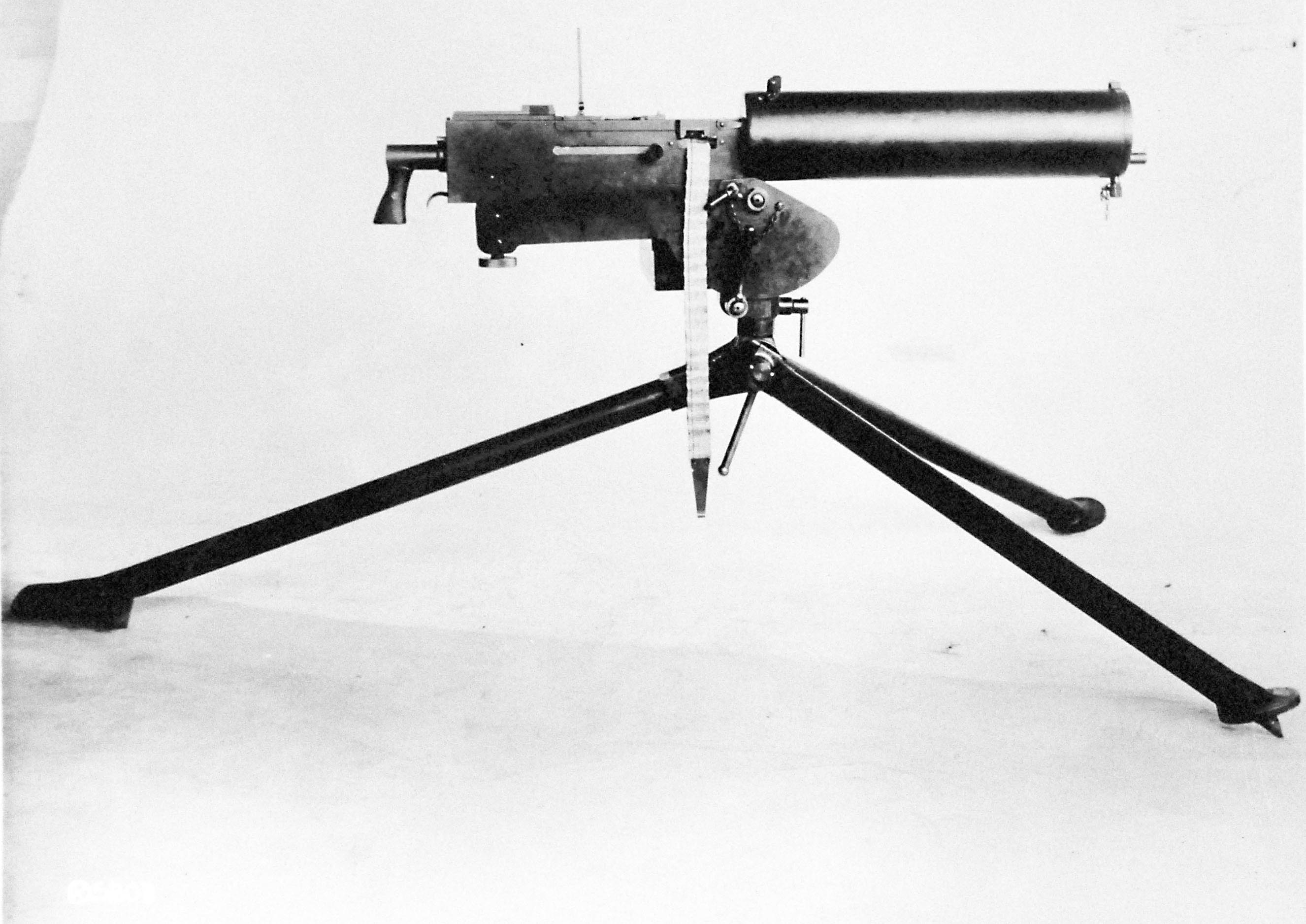
ブローニングM1917重機関銃[注 2] (7.62mm口径)
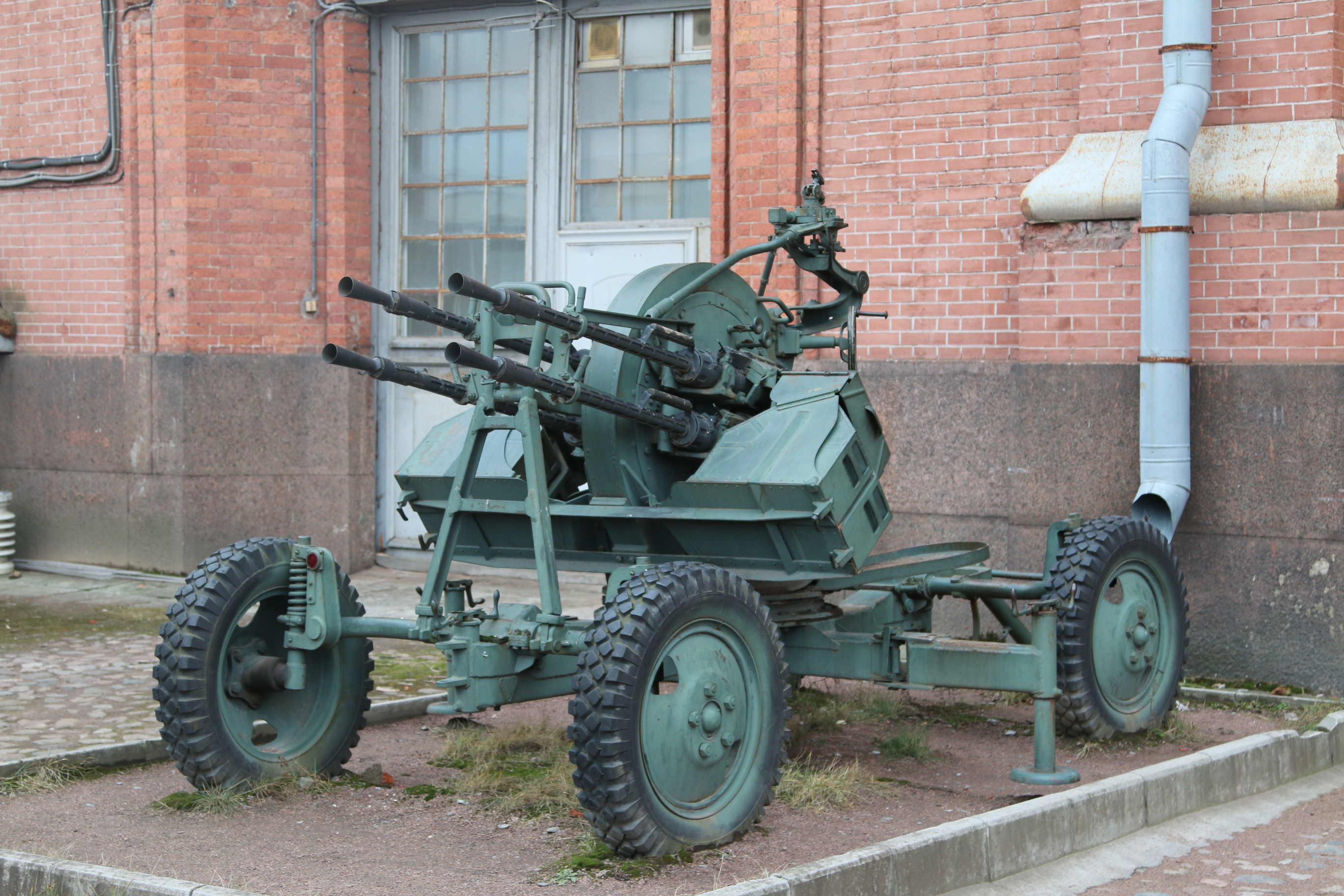
KPV重機関銃の4連装対空銃架 (14.5mm口径)
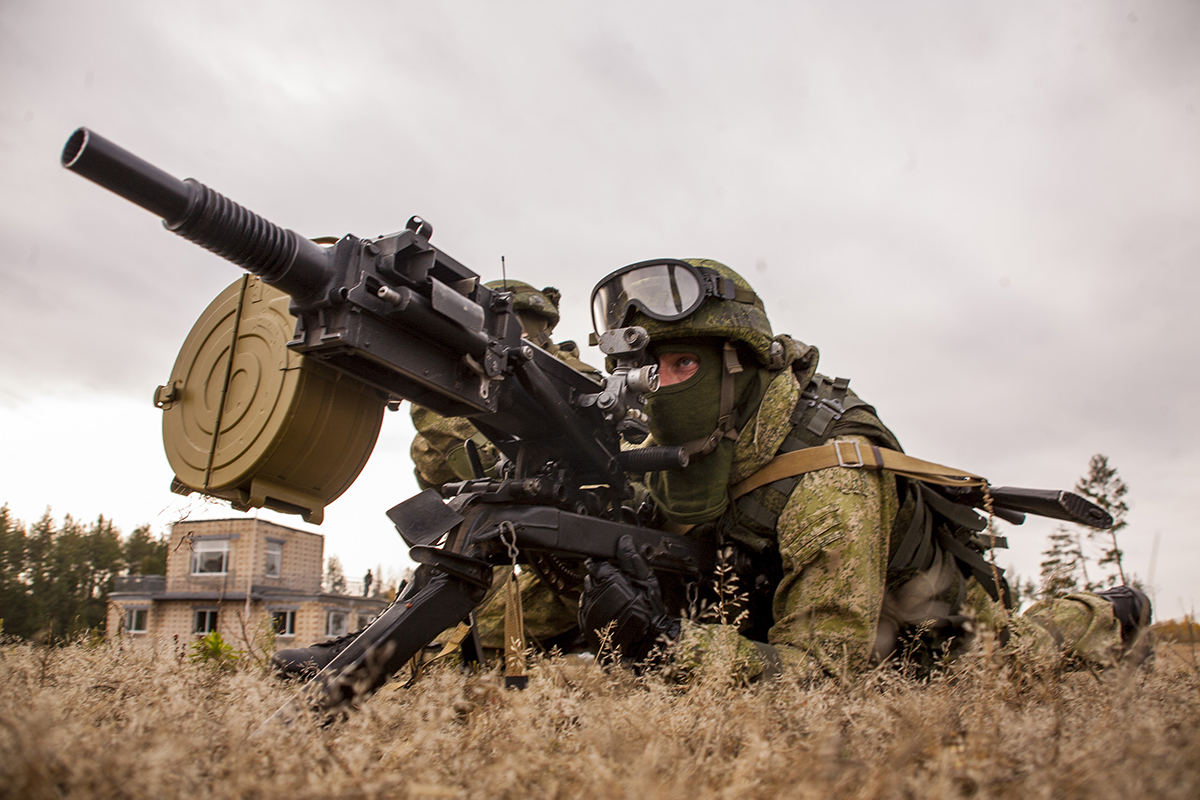
AGS-17自動擲弾銃 (30mm口径)

## 重機関銃一覧

### 小銃弾を使用する重機関銃 (後の中機関銃)
アメリカ合衆国
- コルト・ブローニングM1895
- ブローニングM1917
- ブローニングM1919

 イギリス
- ヴィッカース

 イタリア王国
- フィアット レベリM1914
- フィアット レベリM1935
- ブレダM37

 オーストリア＝ハンガリー帝国
- シュワルツローゼ

 ソビエト連邦
- PM1910
- SG-43

 大日本帝国/ 日本
- 三年式機関銃
- 九二式重機関銃
- 九八式水冷式重機関銃
- 一式重機関銃
- 74式機関銃（三脚運用時）

 チェコスロバキア
- ブルーノVz.37

 ドイツ帝国
- MG08

 フランス
- ホッチキス Mle1914

### 大口径弾を使用する重機関銃 (狭義の重機関銃)
アメリカ合衆国
- ブローニングM2
- M85
- XM312
- XM806

 イギリス
- ヴィッカース

 シンガポール
- STK 50MG（英語版）

 ソビエト連邦/ ロシア
- DShK38
- KPV
- NSV
- Kord

 ドイツ帝国
- MG18（英語版）

 ベルギー
- FN BRG-15

 大日本帝国
- 九二式車載十三粍機関銃（陸軍。三脚運用時）
- 九三式十三粍機銃（海軍。単装運用時）

 中華人民共和国
- W85重機関銃
- 88式車載重機関銃

### 自動擲弾銃
アメリカ合衆国
- M75（英語版）
- Mk.19
- Mk.47（英語版）

 ウクライナ
- UAG-40（ロシア語版、ウクライナ語版）

 韓国
- K4（英語版）

 シンガポール
- STK 40（英語版）

 スペイン
- LAG 40

 ソビエト連邦/ ロシア
- AGS-17
- AGS-30
- AGS-40

 中国
- 87式
- 11式（中国語版、英語版）

 ドイツ
- H&K GMW

 日本
- 96式

 南アフリカ共和国
- デネル Y3（英語版）